# Regència mexicana

Agustí I de Mèxic.

La regència mexicana va ser el govern del Primer Imperi Mexicà (1821-1823) i el Segon Imperi Mexicà (1864-1867) en absència de l'emperador de Mèxic durant tres períodes de govern.

## Regència d'Iturbide

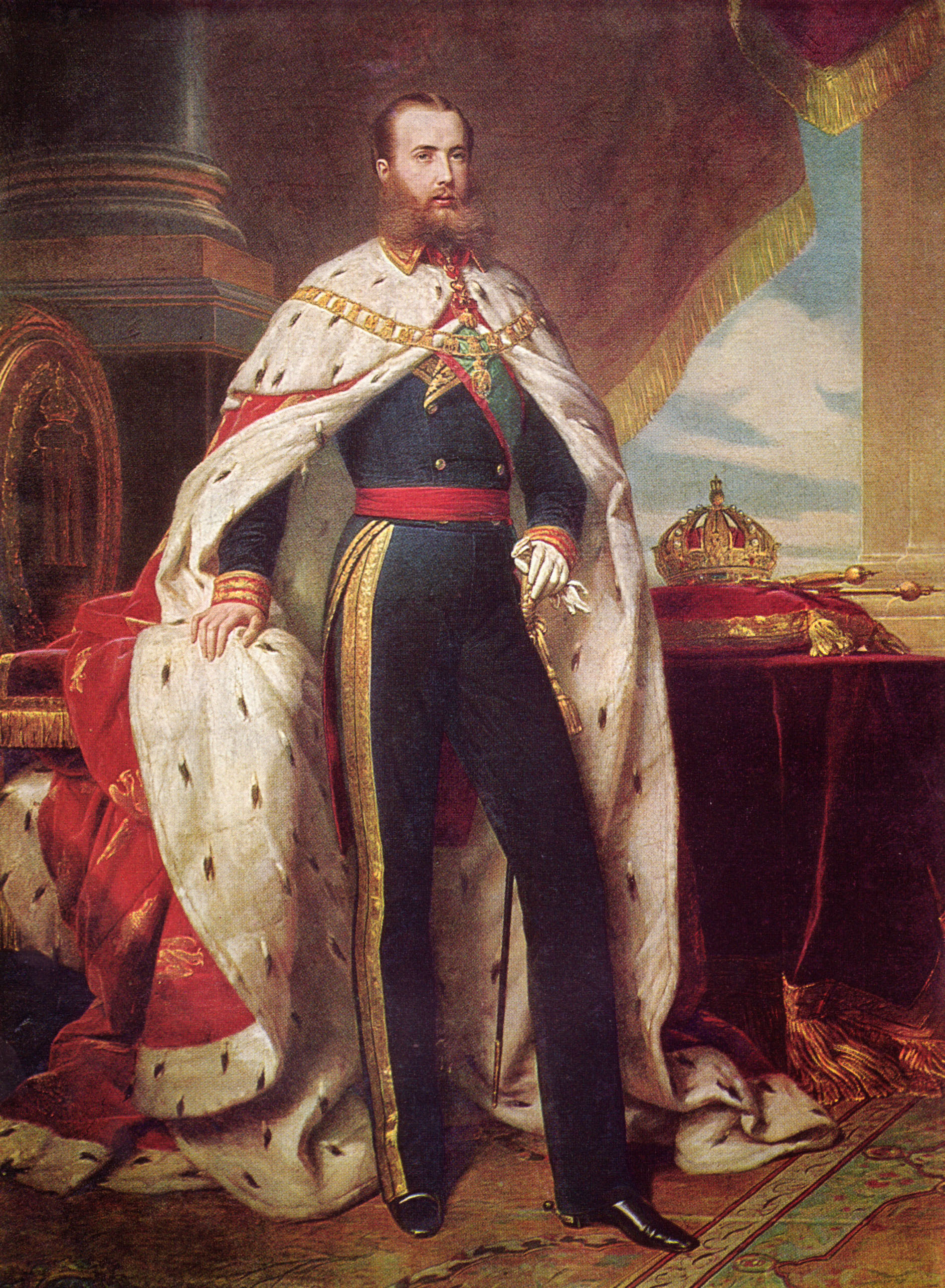
Maximilià I de Mèxic.

Consumada la independència de Mèxic, es va instal·lar una Junta Provisional Governativa, els membres de la qual van fer el jurament i van decretar l'acta d'independència, amb la qual cosa es confirmava la llibertat i sobirania de Mèxic. Agustin d'Iturbide va ser elegit unànimement President de la Junta. Més endavant, Agustin d'Iturbide va ser nomenat President de la Regència, però per ser incompatible amb el comandament de l'exèrcit, i en considerar-se que havia de conservar aquest últim càrrec, va ser nomenat Generalíssim de les armes de l'imperi de mar i terra. Després de l'entrada de l'Exèrcit Trigarant, o l'Exèrcit de les Tres Garanties, es va dissoldre el govern virregnal, i les fortaleses d'Acapulco i Perote van expressar la seva rendició.
Després de setembre del 1821, Agustin d'Iturbide ja havia estat President de la Regència, però el tron seguia buit, i el Pla d'Iguala estipulava un govern monàrquic moderat per un Congrés. La nit del 18 de maig de 1822 per aclamació popular va arribar fins a les portes de la casa d'Iturbide, avui coneguda com a Palacio d'Iturbide a la ciutat de Mèxic per demanar-li que prengués el tron. El 19 de maig es va reunir el Congrés, Agustin d'Iturbide va manifestar que se subjectaria al que decidissin els diputats, representants del poble, mentrestant la gent aclamava. El Congrés no podia contenir a la multitud exaltada, i es van donar dues alternatives: consultar a les províncies o proclamar-lo immediatament. Iturbide va insistir en la primera opció. Els diputats del Congrés van votar en secret, el resultat va ser de seixanta-set vots a favor de fer-lo immediatament contra quinze per consultar a les províncies. Per desig popular i per decisió legítima del Congrés, Agustin d'Iturbide va ser proclamat emperador com Agustí I de Mèxic.

### Principis de les Tres Garanties
1. Establir la independència de l'Amèrica Mexicà de part d'Espanya.
2. Establir la religió Catòlica com a única.
3. Establir la unió de tots els grups socials.

## Regència d'Almonte
En finalitzar la Guerra de Reforma, el president Benito Juárez Garcia va decretar la suspensió de tots els deutes públics el 17 de juliol de 1861 i anul·lar qualsevol possible pagament com el Tractat Mon-Almonte, promulgat a París entre Alejandro Mon y Menéndez i Juan Nepomuceno Almonte per a la ratificació per pagaments monetaris als deutes endarrerits d'Espanya i pels assassinats d'espanyols en San Vicente i San Dimas, fins i tot les contretes amb les nacions estrangeres, sent un fet molt notable, perquè va ser la causa determinant de l'arribada a Mèxic dels representants d'Anglaterra, França i Espanya, amb els seus respectius exèrcits a reclamar el pagament dels seus respectius deutes, per tal raó, 51 diputats li van demanar la renúncia de Benito Juárez Garcia com a president i promoure a Jesús González Ortega com el nou president de Mèxic, però altres 54 diputats li van demanar a Benito Juárez Garcia que no renunciï el càrrec, mentrestant els secretaris Guerra i de Relacions Exteriors de Benito Juárez Garcia destitueixen a tots els conservadors a l'estranger en representació de la legació mexicana just després que el president Miguel Miramón y Tarelo i els seus secretaris van viatjar a Europa per reunir-se amb Napoleó III, d'entre els delegats destituïts pels secretaris de Benito Juárez Garcia estaven Juan Nepomuceno Almonte i José Manuel Hidalgo.
Els ministres d'Anglaterra i França van trencar relacions amb el govern mexicà liberal de Benito Juárez Garcia, mentre que el govern mexicà conservador per José Manuel Hidalgo, Juan Nepomuceno Almonte i José Gutiérrez de Estrada aconsegueixen les primeres instàncies per establir una monarquia a Mèxic per al monarca Maximilià d'Habsburgo, que durant la primera proposta de la corona de Mèxic a Maximilià, ell va proposar quatre condicions.
1. Que ho triés la major part dels mexicans.
2. Que Napoleó III li prestés l'auxili del seu exèrcit.
3. Que el seu germà l'emperador Francesc Josep I d'Àustria, aprovés la proposta.
4. Que ho aprovés també el seu pare polític, el rei de Bèlgica.

Juan Nepomuceno Almonte arriba a Espanya per visitar al Ministre de Justícia Fernando Calderón Collantes per comunicar-li sobre l'establiment de la monarquia a Mèxic i la candidatura de Maximilià, i dies després arribà a França per visitar a Maximilià al Castell de Miramar, on Maximilià li va encomanar activitats per al seu retorn a Mèxic l'1 de març de 1862, aconseguint amb això, l'arribada de vaixells francesos i la sortida immediata de Benito Juarez amb el seu exèrcit i la majoria dels liberals residents de la capital de la República.
El 25 de juny de 1863 es va instal·lar la Suprema Junta Governativa i la Regència composta per tres regentis i dos suplents, Juan Bautista Ormaechea i José Ignacio Pavón, i ratificades per Maximilià I l'11 de juliol de 1863

## Llista de regents

### Primera Regència (1821-1822)
- 28 de setembre de 1821 - 11 d'abril de 1822 - Agustín d'Iturbide
President de la Regència
- 28 de setembre de 1821 - 8 d'octubre de 1821 - Juan O'Donojú O'Rian
- 9 d'octubre de 1821 - 11 d'abril de 1822 - Antonio Pérez Martínez Robles
- 28 de setembre de 1821 - 11 d'abril de 1822 - Manuel de la Bárcena
- 28 de setembre de 1821 - 11 d'abril de 1822 - José Isidro Yañez
- 28 de setembre de 1821 - 11 d'abril de 1822 - Manuel Velázquez de León Pérez

### Segona Regència (1822-1822)
- 11 d'abril de 1822 - 18 de maig de 1822 - Agustín d'Iturbide
President de la Regència
- 11 d'abril de 1822 - 18 de maig de 1822 - José Isidro Yañez
- 11 d'abril de 1822 - 18 de maig de 1822 - Miguel Valentín Tamayo
- 11 d'abril de 1822 - 18 de maig de 1822 - Manuel d'Heras Soto
- 11 d'abril de 1822 - 18 de maig de 1822 - Nicolás Bravo Rueda

### Tercera Regència (1863-1867)
- 11 de juliol de 1863 - 28 de maig de 1864 - Juan Nepomuceno Almonte
President de la Regència
- 11 de juliol de 1863 - 28 de maig de 1864 - José Mariano Salas
- 11 de juliol de 1863 - 17 de novembre de 1863 - Pelagio Antonio de Labastida Dávalos
- 11 de juliol de 1863 - 18 d'octubre de 1864 - Juan Bautista d'Ormaechea